# Mark Verkuijl (1963)

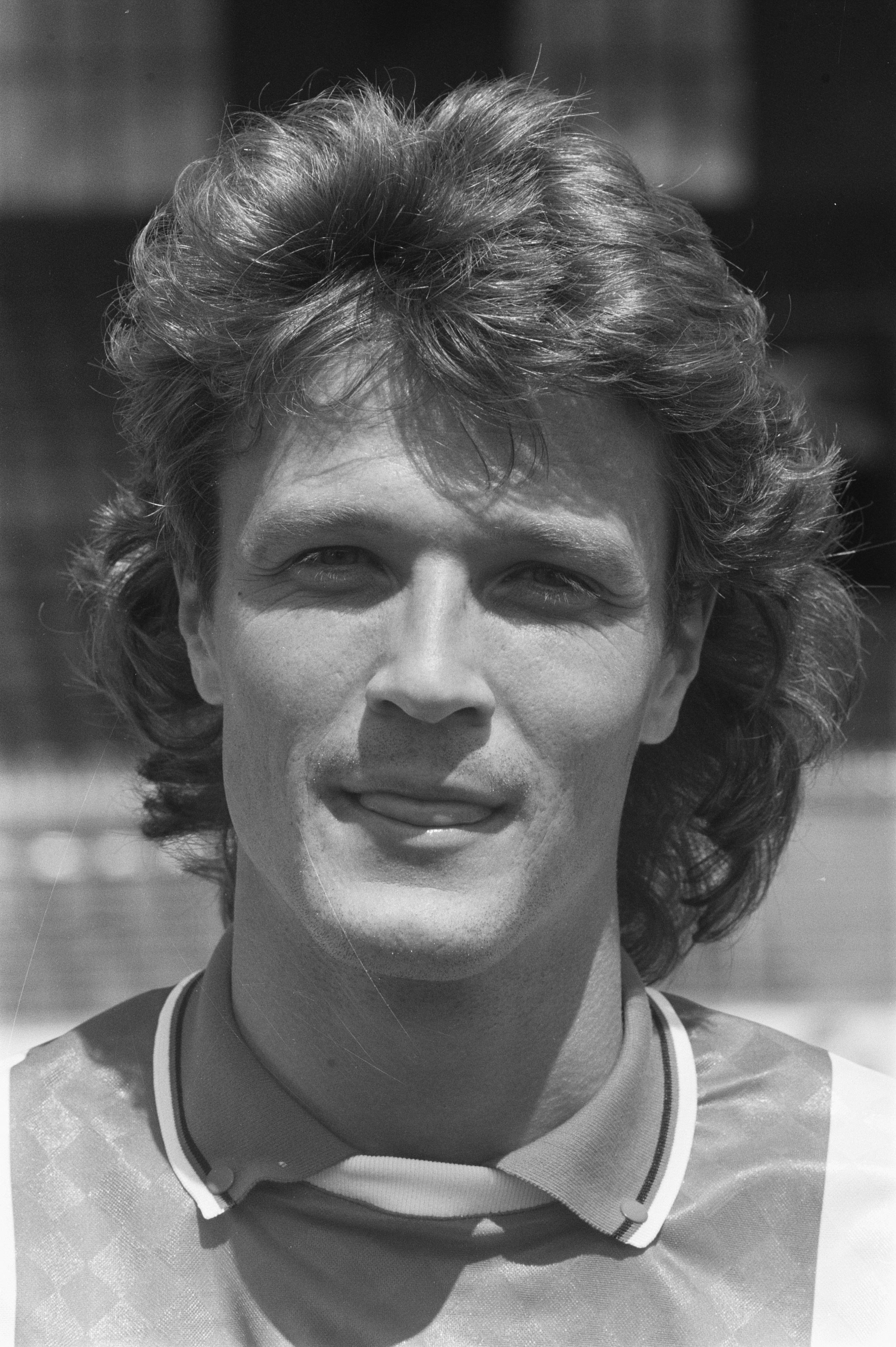
Mark Verkuijl in 1989 bij Ajax in Amsterdam.

Mark Verkuijl (Utrecht, 19 november 1963) is een voormalig Nederlands voetballer en huidig voetbalcoach.
Verkuijl begon zijn loopbaan in 1982 bij FC Utrecht, waar hij in het seizoen 1984/85 de KNVB beker won. Hierna ging hij naar FC Groningen en in het seizoen 1988/89 speelde hij bij AFC Ajax. In het seizoen 1989/90 werd hij landskampioen met Ajax. Na twee seizoenen, waarin hij wel een basisplaats had, werd hij half 1990 verkocht aan AA Gent. Hij besloot zijn loopbaan in 1998 bij Go Ahead Eagles.
In 1989 speelde hij eenmaal voor het Nederlands B-voetbalelftal. Ook kwam hij uit voor Jong Oranje.
Vanaf 2009 was hij coach van het dameselftal van FC Utrecht. In 2012 trainde hij daarnaast een half jaar USV Hercules. Verkuijl verliet in 2013 FC Utrecht voor Vitesse, waar hij aan de slag ging als trainer van Vitesse O19. Tevens was hij hoofdtrainer bij eersteklasser Magreb '90, tot hij daar in februari 2014 werd ontslagen. In het seizoen 2016/17 traint hij SV Kampong.

## Erelijst
FC Utrecht
- KNVB beker

1985